# Långfil

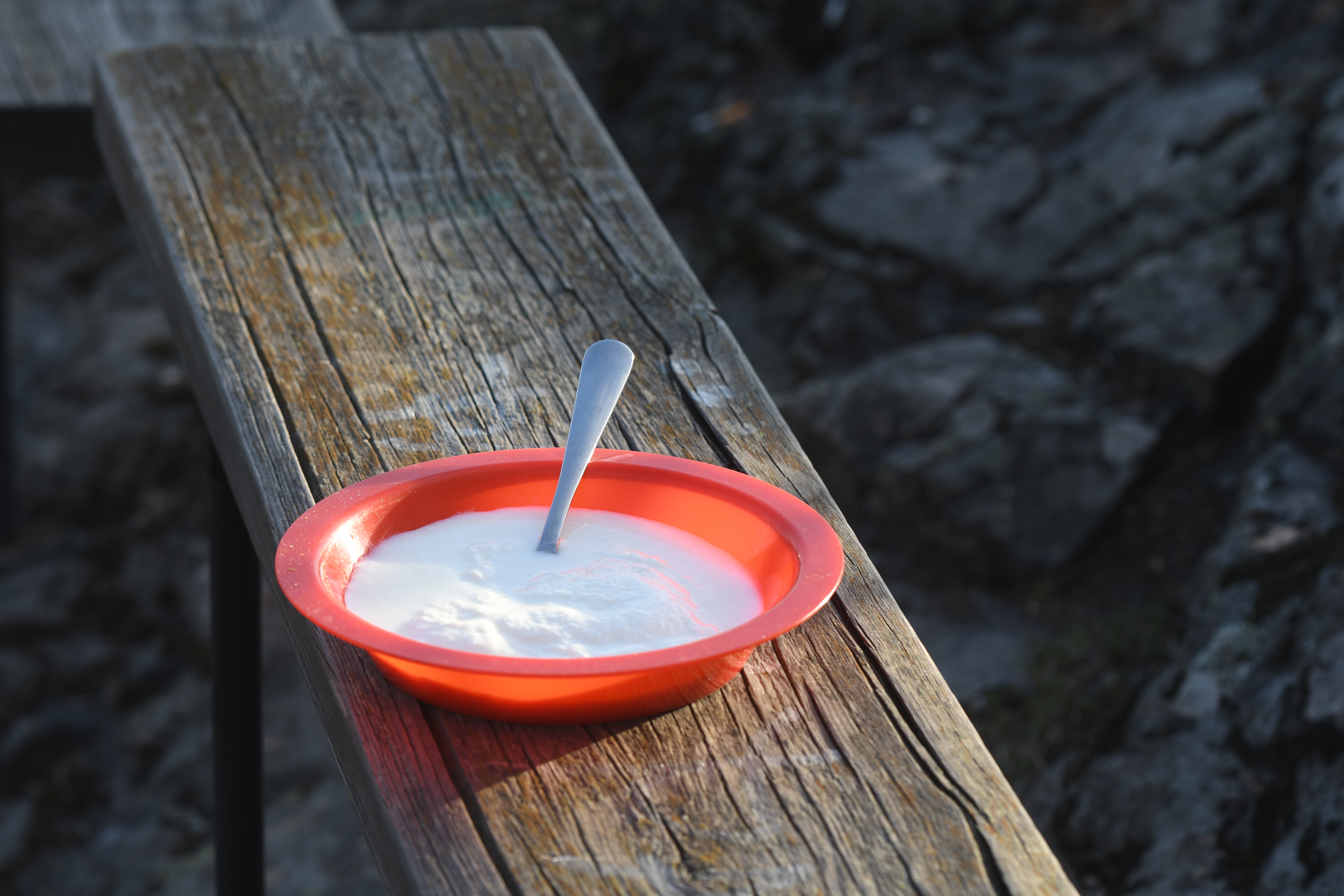
Tallrik med långfil med den karakteristiska välvda formen i mitten.

Långfil (även känd under namnen långmjölk, tätmjölk, tjockmjölk eller bara fil) är en sorts filmjölk som kräver låg syrningstemperatur och lång mognad. Den har en mild syrlighet, och konsistensen är seg och sammanhängande - lång. Långfilens bakteriekultur består främst av Lactococcus lactis ssp. cremoris, som via mellanstadiet täte sätter ihop mjölkens kolhydrater till långa exo-polysackarider, vilket ger filen den långa konsistensen.

## Historia

### Utveckling
Den traditionella långfilen framställdes mest i norra och mellersta Sverige samt i västra Finland, i bygder där man under längre tid befann sig borta från hemgården (vid fäboddrift, skogsarbete och liknande) och är en form av konserverande mjölkhushållning.
Förr tillverkade folk alltid sin egen filmjölk, genom att spara lite av den gamla filen och sätta till den nya för att på så sätt föra över bakteriefloran. Bakteriefloran kan även överföras genom att doppa en liten och ren tygbit (av bomull) i den gamla filen och sedan låta tygbiten torka. Vid ett senare tillfälle lägger man den i mjölk och låter stå över natten, nästa morgon är det klart att äta. Denna sorts filmjölk kunde ha lite olika karaktär på olika platser, och har gått under benämningar som långmjölk eller tjockmjölk.
En föregångare till Arla Foods lanserade sin långfil 1965. År 2007 producerade åtminstone Arla, Milko, Norrmejerier och Gefleortens mejeriförening långfil för försäljning i butik. Milko och Gefleortens uppgick senare i Arla. I maj 2023 upphörde Arla med sin produktion av långfil, i samband med att produktionsanläggningen i Sundsvall stängdes. Därefter finns Norrmejerier kvar som enda producent av långfil.

### Tätört

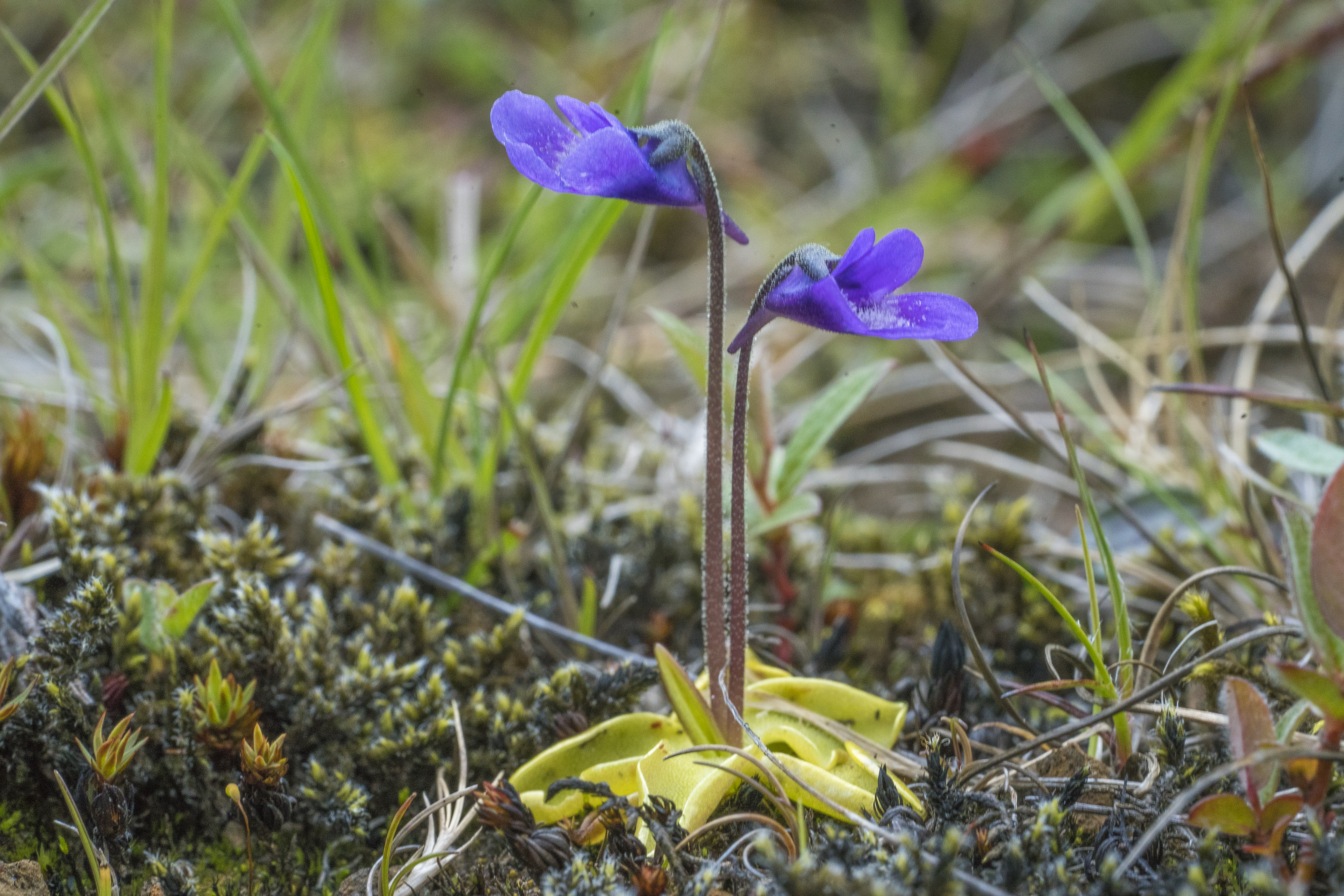
Tätört.

Historiskt har tätört kopplats samman med tillverkning av långfil (tätmjölk). Så här skriver exempelvis Carl von Linné i Flora Lapponica: 
"Norrlänningarnes kompakta mjölk eller tätmjölk, af andra kallad sätmjölk, är ett af Lapplands nybyggare och ännu mer i Västerbotten samt i nästan hela det öfriga Norrland mycket nyttjadt slag af mjölk, som erhålles på följande sätt: några färska, nyss plockade Pinguicula-blad, af hvilken art som helst, läggas i en sil, och den nyss mjölkade, ännu ljumma mjölken hälles däröfver".

Folkminnesnedteckningar menar att ny långmjölk kunde sättas med hjälp av blad från tätört eller sileshår. Man gnuggade insidan av syrningskärlet med nämnda växtdelar. Dessa växter har enzymer som kan bryta ner mjölkens proteiner och göra den tjock. Alltsedan 1800-talets slut har dock denna folkliga kunskap betvivlats:
”Det uppgifves, att tätmjölk åstadkommes derigenom att man med Pinguicula-örten ingnider de kärl, i hvilka mjölken förvaras. Alla svenskar känna denna metod, men frågar man någon bestämdt, om han sjelf användt den ...”
... ”Men vid tillfrågan, om den också använts till detta ändamål, har jag städse fått till svar, att tätmjölken framstälts genom att öfverflytta en liten qvantitet sådan mjölk i ett kärl med vanlig mjölk eller genom att hälla vanlig mjölk i ett kärl, hvari tätmjölk förut förvarats.”
Ur Förhandlingar vid Svenska läkare-sällskapets sammankomster (1898), s. 79-80.
Vidare skriver man i Uppsala universitets årsskrift 1907 – Skrifter med anledning af Linnéfesten den 23 och 24 maj  att man gjorde ”artiga försök” med pinguicula (d.v.s. tätört). Under 2000-talet tycks vetenskapen enig om att växtsaften inte bidrog till den egentliga långfilsprocessen, då det är Lactococcus-bakterier som gör den väsentliga delen av jobbet och dessa bakterier ej återfinns i de omtalade växterna.
Alla moderna försök att återupprepa denna tillverkningsprocedur har misslyckats. Man har inte heller kunnat finna några Lactococcus lactis (som används vid fermentering av mjölk) på – de slemutsöndrande – bladen av tätört, så traditionen bygger på en form av faktoid. Däremot innehåller tätört proteolytiska enzymer som bryter ned infångade insekter, och dessa enzymer kan användas som vegetabiliskt alternativ till löpe.